# Chorisoneura catuabana
Chorisoneura catuabana är en kackerlacksart som beskrevs av Guilherme A.M.Lopes och de Oliveira 2004. Chorisoneura catuabana ingår i släktet Chorisoneura och familjen småkackerlackor. Inga underarter finns listade i Catalogue of Life.